# Resolució 2247 del Consell de Seguretat de les Nacions Unides
La Resolució 2247 del Consell de Seguretat de les Nacions Unides fou adoptada per unanimitat el 10 de novembre de 2015. El Consell va ampliar el mandat de l'EUFOR Althea a Bòsnia i Hercegovina durant un any més.

## Contingut
En juliol de 2015, les diferents autoritats de Bòsnia i Hercegovina finalment van acordar reformes econòmiques, socials, administratives i policials amb les quals el país havia de tornar a connectar amb la resta d'Europa. També es va demanar al país que treballés en la implementació de l'agenda 5+2.
La missió EUFOR Althea al país es va centrar principalment en reforçar l'aparell del govern i formar les forces policials, però també podrien intervenir si la situació així ho requeria. Com a successor de la força de manteniment de la pau de l'OTAN, Althea tenia un paper estabilitzador militar en virtut de l'acord de Dayton. A més, també era responsable del control de l'espai aeri i de les fronteres de Bòsnia i Hercegovina. Els països d'aquesta missió van rebre el permís per ampliar la missió durant altres dotze mesos.